# My Dad Is Better Than Your Dad
My Dad Is Better Than Your Dad is een Amerikaans spelprogramma bedacht door Mark Burnett. Het programma wordt sinds 18 februari 2008 uitgezonden op NBC en vervangt hiermee het eerste seizoen van de American Gladiators. De presentatie is in handen van de Amerikaanse acteur Dan Cortese.
In dit televisieprogramma strijden elke week vier vaders samen met een van hun kinderen om 50.000 dollar. Door middel van opdrachten vallen er vaders af. In sommige opdrachten moet een van de kinderen van de vaders meehelpen.
Een Nederlandse versie werd vanaf 2010 uitgezonden door de TROS onder de titel Mijn vader is de beste.